# Arenaria chiapensis
Arenaria chiapensis là loài thực vật có hoa thuộc họ Cẩm chướng. Loài này được Standl. & Steyerm. mô tả khoa học đầu tiên năm 1944.